# ساكف

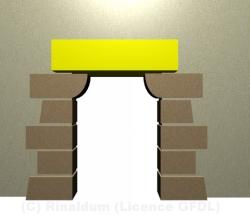
الساكف (باللون الأصفر)

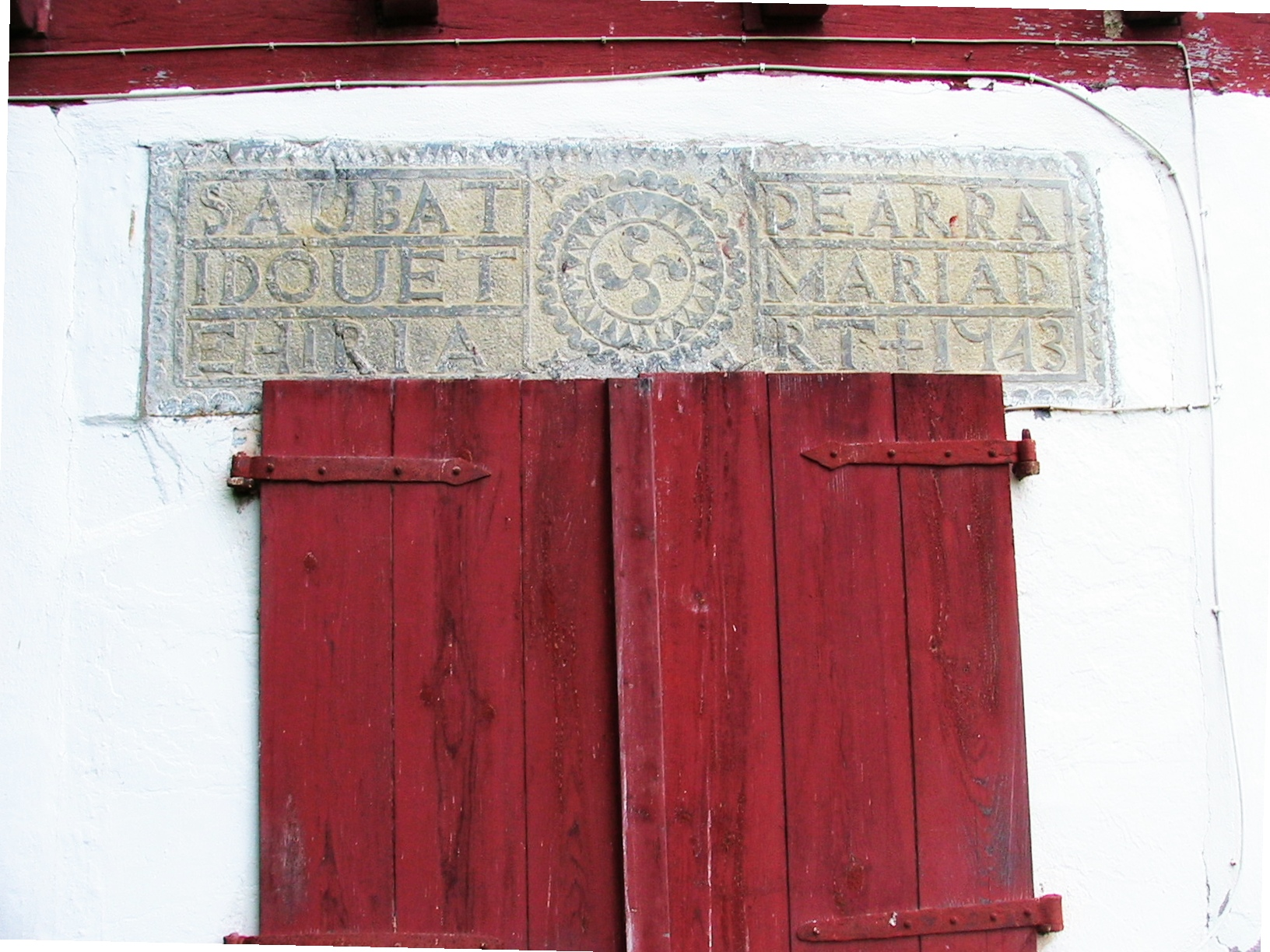
ساكف نافذة بمنزل باسكي

السَاكِف أو الأُسكُفّة (الجمع: سَوَاكِف) (بالإنجليزية: Lintel)‏ جزء معماري مستعرض يكون أعلى الباب أو النافذة.

## تسميات أخرى
عرقة، عتبة علوية، عتبة الباب أو النافذة العليا، قمط, جائز علوي ( لباب أو نافذة ) مستعرض